# Solidarity Trial
Solidarity Trial är ett multinationellt initiativ från Världshälsoorganisationen och partners för att jämföra otestade behandlingar för patienter inlagda på sjukhus med svår COVID-19- sjukdom. Från mars 2020 var de deltagande länderna Argentina, Bahrain, Kanada, Frankrike, Iran, Malaysia, Norge, Sydafrika, Spanien, Schweiz och Thailand.

## Design och registrering
Studien avser att snabbt bedöma tusentals COVID-19-infekterade personer för den potentiella effekten av befintliga antivirala och antiinflammatoriska medel som ännu inte utvärderats specifikt för COVID-19-sjukdom, en process som kallas "återanvändning" eller "omplacering" av ett redan godkänt läkemedel för en annan sjukdom.
Solidaritetsprojektet är utformat för att ge snabba insikter om viktiga kliniska frågor:
- Minskar något av läkemedlen dödligheten?
- Minskar något av läkemedlen tiden för en patient på sjukhus?
- Påverkar behandlingarna behovet av att personer med COVID-19-inducerad lunginflammation ventileras eller hålls under intensivvård ?
- Kan sådana läkemedel användas för att minimera sjukdomen vid COVID-19-infektion hos vårdpersonal och personer med hög risk att utveckla svår sjukdom?

Att registrera personer med COVID-19-infektion förenklas genom att använda datainmatningar, inklusive informerat samtycke, på WHO:s webbplats. Efter att testpersonalen har fastställt vilka läkemedel som finns tillgängliga på sjukhuset, väljer WHO:s webbplats slumpmässigt ut om patienten ska behandlas med något av försökspreparaten eller sjukhusstandarden för behandling av COVID-19. Försöksläkaren registrerar och skickar uppföljningsinformation om ämnesstatus och behandling och fyller i data via WHO:s solidaritetswebbplats.  Solidaritetsstudiens utformning är inte dubbelblind – vilket normalt är standarden i en högkvalitativ klinisk prövning – men WHO behövde hastighet och kvalitet för försöket i många sjukhus och länder.  En global säkerhetsövervakningskommitté av WHO-läkare undersöker delresultat för att hjälpa till att ta beslut om säkerheten och effektiviteten hos försöksläkemedlen och för att ändra försöksdesignen eller rekommendera en effektiv terapi. En liknande webbaserad studie till Solidarity, kallad "Discovery", inleddes i mars över sju länder av INSERM (Paris, Frankrike).

### Anpassningsbar design
Enligt WHO:s generaldirektör är syftet med projektet att "dramatiskt minska tiden som krävs för att generera robusta bevis för vilka läkemedel som fungerar", en process med en "adaptiv design".   Solidaritets- och European Discovery-studierna använder adaptiv design för att snabbt förändra försöksparametrarna när resultaten från de fyra experimentella terapeutiska strategierna dyker upp.
Anpassningsbar design inom pågående kliniska fas III-IV-studier – exempel Solidaritets- och Discovery-projekten – kan förkorta försöksperiodens längd och använda färre försökspersoner, eventuellt påskynda beslut för att avsluta en studie för att spara kostnader om delresultaten är negativa. Om solidaritetsprojektet visar tidigt bevis på framgång kan designförändringar över projektets internationella platser snabbt göras för att förbättra de övergripande resultaten för drabbade människor och påskynda användningen av det terapeutiska läkemedlet.

## Läkemedelskandidater som studeras
De enskilda eller kombinerade läkemedlen som studeras i Solidaritets- och Discovery-projekten är i separata studier och sjukhusplatser internationellt:
- remdesivir
- lopinavir / ritonavir kombinerat
- lopinavir / ritonavir kombinerat med interferon-beta
- hydroxiklorokin (eller klorokin )

När cirka 15% som smittats av COVID-19 hade allvarlig sjukdom och sjukhusen överväldigades under pandemin, erkände WHO ett snabbt kliniskt behov av att testa och återanvända dessa läkemedel som medel som redan godkänts för andra sjukdomar och som erkänts säkra.

## Finansiering
Under mars nådde finansieringen för Solidaritetsförsöket 108 miljoner amerikanska dollar från 203 000 enskilda donationer, välgörenhetsorganisationer och regeringar, med 45 länder som deltog i finansiering eller hantering av försöket.  